# Fjernvarme
Fjernvarme er et system til distribution af varme over afstand fra anlæg til varmeproduktion eller -opsamling til bygninger med centralvarmeanlæg. Langt det meste fjernvarme er baseret på distribution af opvarmet vand, men distribution af damp forekommer også.
Distributionen sker i isolerede rør af forskellige dimensioner. Tæt på det varmeproducerende anlæg kan diameteren på røret være over 1 meter. Tættest ved varmeforbrugeren er rørdiameteren lille, måske 12 mm. I 2012-13 var det samlede varmetab på 20% i danske fjernvarmenet. Tabet kan mindskes ved at reparere rørnettet, og ved at beboerne lukker for fjernvarmen om sommeren.
Typisk kommer varmen fra kraftvarmeværker til produktion af både elektricitet og varme, eller kedelanlæg der anvender brændsler som affald, biomasse (træ, halm e.lign), naturgas, olie og kul. Spildvarme fra industri, raffinaderier o.lign og geotermi anvendes også som energikilde til fjernvarme. Desuden har store varmepatroner (1700 MW) og varmepumper (500 MW) samt solvarmeanlæg (nogle med varmelager) de seneste år fundet vej ind på dansk fjernvarmenet. Solvarme er typisk til brug om sommeren hvor der kun er et mindre varmeforbrug. Fissionsbaserede atomkraftværker i Østeuropa og Schweiz leverer fjernvarme mod at den elektriske effektivitet reduceres lidt.
I Danmark bestemmer varmeforsyningsloven at fjernvarme er økonomisk bundet af hvile i sig selv-princippet (non-profit), og skal derfor sætte varmeprisen ud fra de reelle udgifter. 68 procent af de danske husstande har fjernvarme. Det svarer til ca. 1,9 millioner husstande (1. januar 2025). Der er i alt mere end 60.000 kilometer fjernvarmenet: 30.000 km fremløb og 30.000 retur. Danmark har også en årlig eksport der udgør mere end 5 mia. kr. I forbindelse med konflikten i Ukraine i 2022 og høje gaspriser kom energikrisen, og der opstod et øget fokus på fjernvarme i Danmark. I den forbindelse lancerede Fjernvarmens Informationsfond Fjernvarmeskolen, som er et gratis undervisningsmateriale til den danske grundskole.
En mellemting mellem fjernvarme, centralvarme og individuel husvarme er "Termonet", hvor et begrænset antal bygninger høster lavtemperaturvarme fra et fælles rørnet, så en kølig eller lunken varmekilde er varmereservoir for individuelle varmepumper i hvert hus. Det er dog ikke med i varmeforsyningsloven, og kan derfor ikke få kommunestøtte.